# باگلان
باگلان (به انگلیسی: Baglan Taluka) یک منطقهٔ مسکونی در هند است که در مهاراشترا واقع شده‌است.

## خصوصیات
باگلان ۱٬۴۷۷٫۸۳ کیلومترمربع مساحت و ۳۱۱٬۰۰۰ نفر جمعیت دارد.